# Syllitus pseudocupes
Syllitus pseudocupes är en skalbaggsart som först beskrevs av Leon Fairmaire och Germain 1864.  Syllitus pseudocupes ingår i släktet Syllitus och familjen långhorningar. Inga underarter finns listade i Catalogue of Life.